# Peter Stamm
Peter Stamm (ur. 18 stycznia 1963 w Scherzingen, Turgowia) – szwajcarski pisarz.

## Biografia
Peter Stamm jest synem księgowego, dorastał z trójką rodzeństwa w Weinfelden w kantonie Turgowia. W szkole czuł się niechętnie, dlatego już bardzo wcześnie uciekał myślami w świat fantazji. Po szkole podstawowej i szkole średniej, między rokiem 1979 a 1982 odbywał praktykę przygotowującą do zawodu handlowca i czasami pracował również jako księgowy. Szkołę średnią ukończył maturą.
Jego pierwsze literackie próby spotkały się z wieloma przeciwnościami. Pierwsze trzy powieści nie znalazły chętnego do podjęcia się publikacji wydawnictwa. „Agnes”, czwarta powieść, którą zaczął pisać w wieku 29 lat, została opublikowana dopiero 6 lat po jej ukończeniu. Po półrocznym studiowaniu anglistyki na Uniwersytecie w Zurychu i następnie po półrocznym pobycie w Nowym Jorku Stamm zmienił kierunek studiów na psychologię z psychopatologią i rozpoczął studia informatyczne jako dodatkowy kierunek; poza tym odbywał praktykę zawodową w wielu różnych klinikach psychiatrycznych. Zdecydował się na studia, kierując się swoimi literackim zainteresowaniami: Chciał dowiedzieć się o ludziach o wiele więcej, niż przedstawia to literatura. Stamm świadomie przerwał studia psychologiczne, ponieważ chciał postawić tworzenie w centrum swojego życia. Po rezygnacji ze studiów pozostała mu jeszcze jedna decyzja do podjęcia, zacząć tworzyć lub pracować ponownie jako księgowy.
Po długim pobycie w Nowym Jorku, Paryżu i Skandynawii Peter Stamm w 1990 r. zamieszkał na stałe w Winterthur. Tam pracował głównie jako dziennikarz, co umożliwiło mu po raz pierwszy publikację własnych tekstów. Stamm pracował m.in. dla „Neue Zürcher Zeitung”, „Tages-Anzeiger”, „Weltwoche”, a także dla satyrycznego czasopisma „Nebelspalter”. Od 1997 był członkiem literackiego czasopisma „Entwürfe”. Od 1998 do 2003 roku mieszkał w Zurychu, później znowu w Winterthur. Po sukcesie związanym z powieścią Agnes i jej kolejnymi nakładami działalność dziennikarska usuwała się coraz bardziej w cień w stosunku do literatury. Od 2003 jest członkiem związku Autorinnen und Autoren der Schweiz.
Wyżej wspomniana powieść ,,Agnes" to najpopularniejsze dzieło autora, które zostało przetłumaczone na język polski. Peter Stamm opowiada z perspektywy narratora historię miłosną pomiędzy narratorem w pierwszej osobie, którego imię nie jest znane czytelnikowi, a młodą fizyczką Agnes. Powieść składa się z 36 krótkich rozdziałów, które opisują początek, rozwój i zakończenie miłości. Poza tym poruszają one takie tematy jak: śmierć i miłość, obcość i bliskość, wolność i odpowiedzialność.
W roku 2015 nakładem Wydawnictwa Drzewo Babel ukazała się powieść Siedem lat w tłumaczeniu Małgorzaty Łukasiewicz.

## Działalność
Peter Stamm jest autorem prozy, słuchowisk i sztuk teatralnych. Dla jego twórczości znamienne są: zdystansowany sposób opowiadania i całkowicie pozbawiony ozdobnych przymiotników, metafor i porównań prosty styl, który tworzą krótkie zdania. Stamm opisuje nawet, że jego styl opiera się mocno na powtarzającej się redukcji tego, co już zostało napisane. Im bardziej język stawałby się tłem, tym realniej byłyby podkreślone obrazy.
Stamm pisze o ludziach i związkach międzyludzkich. Powracającymi tematami są różnorodne możliwości relacji miłosnych, niemożność miłości, dystans i bliskość, a także relacja między obrazem a rzeczywistością. Jednocześnie w utworze to nie treść jest centralnym punktem, ale sposób, w jaki coś jest opowiadane. Dlatego nie wybrał on oryginalnych treści, które mogłyby odciągać uwagę od jakości tekstu.
Wraz z trzecią powieścią An einem Tag wie diesem Stamm zmienił wydawnictwo z Arche Verlag na S. Fischer Verlag we Frankfurcie nad Menem. W porównaniu do większości szwajcarskich autorów sprzedawał już wcześniej i aż pięciokrotnie więcej swoich książek  w Niemczech niż w Szwajcarii. Daniel Arnet wyjaśnił to słowami „język wolny od szwajcaryzmu” i treści wolne od pelargonii” a jego uniwersalność „nie jest kodowana federalnie”. Dyskusja prowadzona w programie telewizyjnym Literarisches Quartett w 1999 roku przyczyniła się  także do jego sukcesu w Niemczech, gdzie Marcel Reich-Ranicki ogłosił tom opowiadań Blitzeis jedną z najpiękniejszych i najważniejszych książek sezonu, podczas gdy Hellmuth Karasek orzekł: „To jest narrator, który może dużo zrobić, ponieważ wie, jak pominąć, jak się skoncentrować”.

## Wyróżnienia
- 1998 Ehrengabe des Kantons Zürich (Honorowa Nagroda Kantonu Zurych)
- 1999 Rauriser Literaturpreis (Literacka Nagroda Austriackiej Gminy Rauris)
- 2000 Rheingau Literatur Preis (Literacka Nagroda Regionu Rheingau)
- 2000 2. Hörspielpreis der Stiftung Radio Basel (2. Radiowa Nagroda Fundacji Radio Bazylea)
- 2001 Ehrengabe der Stadt Zürich (Honorowa Nagroda Miasta Zurych)
- 2002 Preis der Schweizerischen Schillerstiftung (Nagroda Szwajcarskiej Fundacji Schillera)
- 2002 Preis der Winterthurer Carl Heinrich Ernst-Kunststiftung (Nagroda Fundacji Sztuki Carla Heinricha Ernsta w Winterthur)
- 2003 Kulturpreis der Stadt Winterthur (Kulturalna Nagroda Miasta Winterthur)
- 2003 Thurgauer Kulturpreis (Kulturalna Nagroda Kantonu Turgowia)
- 2004 Poetikdozentur: junge Autoren der Fachhochschule Wiesbaden (Docentura Teorii Poezji: młodzi Autorzy Wyższej Szkoły Zawodowej w Wiesbaden)
- 2008 Förderpreis des Kantons Thurgau (Nagroda Finansowa Kantonu Turgowia)
- 2011 Alemannischer Literaturpreis (Alemańska Nagroda Literacka)
- 2012 Bodensee-Literaturpreis (Literacka Nagroda-Jezioro Bodeńskie)
- 2013 Mainzer Stadtschreiber (Urzędnik Miasta Moguncja)[5]
- 2013 Shortlist des Man Booker International Prize (Lista Finalistów Międzynarodowej Nagrody Man Booker)[6]
- 2014 Friedrich-Hölderlin-Preis(inne języki) der Stadt Bad Homburg (Nagroda Friedricha Hölderlin Miasta Bad Homburg)
- 2014 Poetik-Professur an der Universität Bamberg (Profesura z Teorii Poezji na Uniwersytecie w Bamberg)[7]
- 2017 Schillerpreis der Zürcher Kantonalbank (Nagroda Schillera Kantonalnego Baku w Zurychu)[8]
- 2017 Johann-Friedrich-von-Cotta-Literaturpreis der Landeshauptstadt Stuttgart für Weit über das Land (Johann-Friedrich-von-Cotta-Nagroda Literacka stolicy landu Stuttgart za powieść Weit über das Land)

## Dzieła

### Proza
- Alles über den Mann. Ilustracje – Brigitte Fries, Nebelspalter, Rorschach, 1995.
- Gotthard. Die steinerne Seele der Schweiz. Zdjęciat- n Markus Bühler. AS, Zurych, 1997.
- Agnes. Powieść. Arche, Zurych, 1998; Wydawnictwo Fischer Taschenbuch, Frankfurt nad Menem, 2009.
- Blitzeis. Opowiadanialn. Arche, Zurych,1999, Wydawnictwo Fischer Taschenbuch, Frankfurt nad Menem, 2011.
  - W tym: Am Eisweiher.
- Ungefähre Landschaft. Powieść. Arche, Zurych, 2001;Wydawnictwo Fischer Taschenbuch, Frankfurt nad Menem, 2010.
- Grace. Opowiadanie. W: Krachkultur, numer 9. Bremen 2007
- In fremden Gärten. Arche, Zurych, 2003; btb, Monachium, 2005.
  - W tym: In fremden Gärten.
- Warum wir vor der Stadt wohnen. Ilustracje – Jutta Bauer. Beltz & Gelberg, Weinheim, 2005.
- An einem Tag wie diesem. Powieść. S. Fischer, Frankfurt nad Menem, 2006;wydanie kieszonkowe, 2007.
- Wir fliegen. Opowiadania. S. Fischer, Frankfurt nad Menem, 2008; wydanie kieszonkowe, 2009.
- Heidi. Obrazy – Hannes Binder.Wydawnictwo Nagel & Kimche Monachium, 2008.
- Sieben Jahre. Powieść. S. Fischer, Frankfurt nad Menem, 2009; wydanie kieszonkowe, 2011.
- Seerücken. Opowiadania. S. Fischer, Frankfurt nad Menem, 2011; wydanie kieszonkowe, 2012.
- Der schweizerische Robinson. Johann David Wyss. streszczenie – Peter Stamm. Willi Glasauer (obrazy), Peter von Matt (posłowie). S. Fischer, Frankfurt nad Menem, 2012.Mm,
- Nacht ist der Tag. Powieść. S. Fischer, Frankfurt nad Menem, 2011.
- Der Lauf der Dinge. Zbiór opowiadań. S. Fischer, Frankfurt nad Menem, 2014.
- Weit über das Land. Powieść. S. Fischer, Frankfurt nad Menem, 2016.

### Sztuki teatralne
- Fremd gehen. Dwuosobowa sztuka. Prapremiera: Teatr 1230. Berno, 1995.

- Die Planung des Planes. Monolog. Prapremiera: Teatr Zurych, 2011.
- Après Soleil oder Wen der Wind zur Insel trägt. UA: Teatr Zurych, luty 2003, reżyseria: Christiane Pohle
- Der Kuss des Kohaku. Prapremiera: Teatr Niemiecki, kwiecień 2004, reżyseria: Florian Fiedler
- Die Töchter von Taubenhain. Prapremiera: Teatr w Lucernie, listopad 2004, reżyseria: Christina Rast

### Słuchowiska
- Ich und die anderen. Zurych,1991.
- Die Nacht der Gewohnheiten. Zurych,1993.
- In Vitro. Zurych, 1994.
- Der letzte Autofahrer. Bazylea,1995.
- Bildnis eines Knaben mit Peitsche. Bazylea, 1995.
- Ableben. Kolonia, 1997. (= wersja słuchowiska Fremd gehen).
- Agnes. Bremen, 1997.
- Nachtkampf oder die Kunst des Tee-Wegs. Bazylea, 1999.
- Werum mer vor de Schtadt wohned. Zurych, 1999. (Szwajcarska Nagroda, 2000).
- Passion. Szwajcaria, 2000.
- Was wir können. Kolonia, 2000.
- Blitzeis. Kolonia, 2001.
- Das Schweigen der Blumen. Bazylea, 2004.
- Der Kuss des Kohaku. Baden-Baden, 2005.
- Treibgut. Berlin, 2005

### Audiobooki
- Das Schweigen der Blumen. Audiobook na wzór sztuki teatralnej e Die Töchter von Taubenhain. Z Norbert Schwientek. 1 płyta CD. Merian, Bazylea, 2005.
- Warum wir vor der Stadt wohnen. Mówcy: Samuel Weiss, Anikó Donáth. Musik: Max Lässer. 1 płyta CD. Firma książek audio, Hamburg, 2005.
- An einem Tag wie diesem. Mówca: Christian Brückner. 4 płyty CD. Parlando, Berlin 2006,
- Wir fliegen. Mówca: Christian Brückner. 2 płyty CD. Parlando, Berlin, 2008.
- Sieben Jahre. Mówca: Christian Brückner. 6 płyt CD. Parlando, Berlin, 2009.
- Nacht ist der Tag. Mówca: Christian Brückner. 4 płyty CD. Parlando, Berlin, 2013.
- Weit über das Land. Mówca: Christian Brückner. 4 płytylt Ds. Parlando, Berlin, 2016.
- Agnes. Mówca: Christian Brückner. 3 płyty CD. Parlando, Berlin, 2016.

### Działalność wydawnicza
- Diensttage. Schweizer Schriftsteller und ihr Militär. Wydawnictwo Nagel & Kimche, Monachium, 2003.

### Przekłady
- Susan Musgrave: Träum dir eine Badewanne. Reinhardt, Bazylea, 2002 (książka dla dzieci).

## Literatura
- Olga O. Kasaty: Entgrenzungen. Vierzehn Autorengespräche. Edition text + kritik(inne języki), Monachium 2007
- Magret Möckel, Klaus Bahners, Reiner Poppe: Königs Erläuterungen zu Peter Stamms „Agnes“. Königs Erläuterungen(inne języki), 405. C. Bange, Hollfeld 2001
- Birgit Schmid: Die literarische Identität des Drehbuchs. Untersucht am Fallbeispiel „Agnes“ von Peter Stamm. Peter Lang, Berno 2004.
- Wolfgang Pütz: Peter Stamm „Agnes“. Lektüreschlüssel für Schülerinnen und Schüler. Philipp Reclam jun., Stuttgart 2011.
- Kathrin Wimmer: Angst vor dem Tod und Sehnsucht nach der Spur. Schnee, Schrift und Fotografie als paradoxe Erinnerungsstrategien in Peter Stamms „Agnes“, „Ungefähre Landschaft“ und „An einem Tag wie diesem“. In: Transitkunst (PDF; 7,3 MB). Hg. v. Andrea Bartl und Annika Klinge. Bamberg 2012.
- Christina Rossi: "Peter Stamms Erzählungen" Grin wydawnictwo 2012.
- Andrea Bartl und Kathrin Wimmer (Hrsg.): Sprechen am Rande des Schweigens. Annäherungen an das Werk Peter Stamms. Wallstein, Getynga 2016.